# Військово-цивільна адміністрація

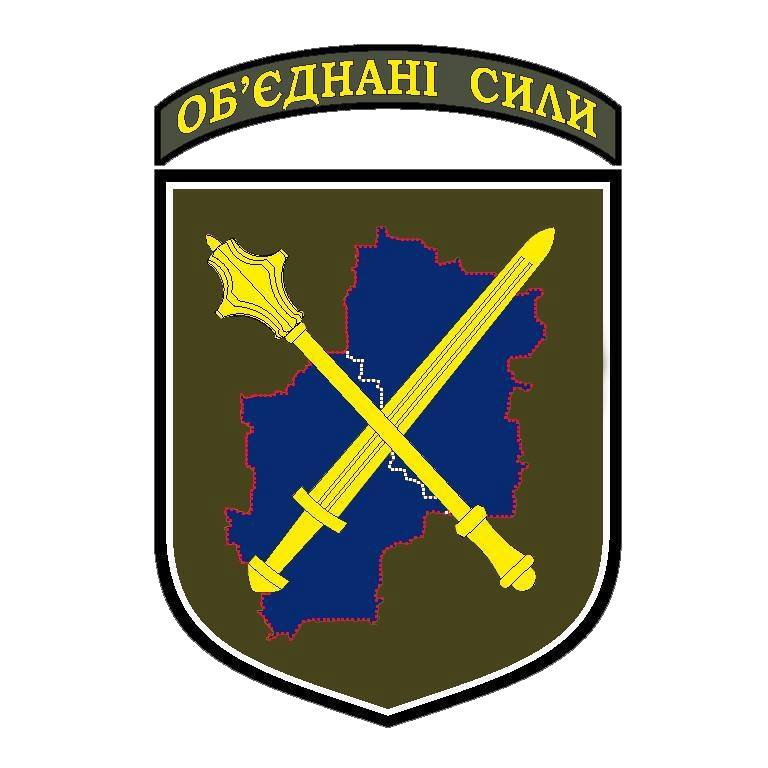
Емблема Операції об'єднаних сил

Військо́во-циві́льна адміністра́ція — в Україні — тимчасовий державний орган у складі Антитерористичного центру при Службі безпеки України або у складі Об'єднаного оперативного штабу Збройних Сил України, призначений для забезпечення дії Конституції та законів України, гарантування безпеки і нормалізації життєдіяльності населення, правопорядку, протидії диверсійним проявам і терористичним актам, недопущення гуманітарної катастрофи. В період війни на сході України ВЦА діяли в районі відсічі збройної агресії Російської Федерації на території Донецької та Луганської областей.

## Історія створення
Проведення у Донецькій та Луганській областях антитерористичної операції засвідчило існування проблем, зумовлених нездійсненням органами місцевого самоврядування покладених на них повноважень протягом тривалого часу. Фактично, вони самоусунулися від виконання своїх повноважень. Це вкрай негативно позначилося на безпеці та життєдіяльності населення в районі проведення АТО.
Після відповідної пропозиції РНБО Президент Петро Порошенко підписав Закон України «Про військово-цивільні адміністрації» № 141-VIII, прийнятий Верховною Радою 3 лютого 2015 року. Дія Закону спочатку продовжувалася на період проведення антитерористичної операції та на шість місяців після дня її завершення, але не більше ніж на три роки з дня набрання ним чинності, проте згодом це обмеження прибрали.
Метою військово-цивільних адміністрацій є створення умов для забезпечення життєдіяльності відповідних територіальних громад, вирішення питань місцевого значення шляхом установлення особливого порядку здійснення окремих повноважень органів місцевого самоврядування (сільських, селищних, міських рад, їх виконавчих органів, обласних, районних рад) на території їх діяльності у разі коли відповідні органи місцевого самоврядування такі повноваження не здійснюють або самоусунулися від їх виконання.
Після широкомасштабного вторгнення Росії 24 лютого 2022 року Закон «Про військово-цивільні адміністрації» не втратив чинність, однак відповідно до Закону «Про правовий режим воєнного стану» у кожній області та районі України утворені військові адміністрації.

## Статус військово-цивільних адміністрацій за Законом
Військово-цивільні адміністрації утворюються у разі потреби за рішенням Президента України. Військово-цивільні адміністрації населених пунктів утворюються в одному чи декількох населених пунктах (селах, селищах, містах), в яких сільські, селищні, міські ради та/або їх виконавчі органи не здійснюють покладені на них повноваження. У районі, області військово-цивільні адміністрації утворюються у разі нескликання сесії ради у встановлені строки або для здійснення керівництва у сфері забезпечення громадського порядку і безпеки.
Військово-цивільні адміністрації населених пунктів формуються з військовослужбовців військових формувань, які відряджаються до них у встановленому законодавством порядку для виконання завдань в інтересах оборони держави та її безпеки із залишенням на військовій службі, службі в правоохоронних органах без виключення зі списків особового складу, а також працівників, які уклали з Антитерористичним центром при СБУ або з Об'єднаним оперативним штабом трудовий договір.
Безпосереднє керівництво військово-цивільними адміністраціями населених пунктів здійснюють їх керівники, а загальне — керівники обласних ВЦА, керівник АТЦ, командувач об'єднаних сил.
Військово-цивільні адміністрації виконують повноваження, характерні для органів місцевої влади, у тому числі делеговані. Вони здійснюють свої права́ за погодженням з Командувачем об'єднаних сил (до початку ООС — з АТЦ СБУ).
ВЦА населених пунктів є юридичними особами публічного права. На відміну від них, районні та обласні державні адміністрації просто тимчасово набувають статусу військово-цивільних адміністрацій та не потребують реєстрації окремої юридичної особи.

## Перелік військово-цивільних адміністрацій
Мережа ВЦА формувалася Указами Президента України № 123/2015 від 5 березня 2015 року, № 469/2015 від 7 серпня 2015 року, № 472/2015 від 13 серпня 2015 року, № 329/2016 від 11 серпня 2016 року, № 414/2016 від 28 вересня 2016 року, № 513/2016 від 19 листопада 2016 року, № 128/2017 від 12 травня 2017 року, № 351/2017 від 3 листопада 2017 року, № 12/2019 від 17 січня 2019 року, № 13/2019 від 18 січня 2019 року, № 293/2020 від 27 липня 2020 року, № 297/2020 від 28 липня 2020 року, № 61/2021 від 19 лютого 2021 року, № 62/2021 від 19 лютого 2021 року, № 210/2021 від 26 травня 2021 року.

### Хронологія
5 березня 2015 року утворені:
- Донецька обласна ВЦА
- Луганська обласна ВЦА
- Волноваська районна ВЦА Донецької області
- Мар'їнська районна ВЦА Донецької області
- Новоайдарська районна ВЦА Луганської області
- Попаснянська районна ВЦА Луганської області
- Станично-Луганська районна ВЦА Луганської області
- ВЦА міста Авдіївка Донецької області
- ВЦА міста Вугледар Донецької області
- ВЦА міста Красногорівка Мар'їнського району Донецької області
- ВЦА села Кримське Новоайдарського району Луганської області
- ВЦА сіл Трьохізбенка, Кряківка, Лобачеве, Лопаскине та Оріхове-Донецьке Новоайдарського району Луганської області
- ВЦА селища Новотошківське та села Жолобок Попаснянського району Луганської області
- ВЦА сіл Троїцьке та Новозванівка Попаснянського району Луганської області

7 серпня 2015 року утворені:
- Першотравнева районна ВЦА Донецької області
- ВЦА міста Мар'їнка та села Побєда Мар'їнського району Донецької області
- ВЦА сіл Комінтернове, Водяне та Заїченко Волноваського району Донецької області

13 серпня 2015 року утворені:
- Артемівська районна ВЦА Донецької області
- Володарська районна ВЦА Донецької області
- Костянтинівська районна ВЦА Донецької області
- Тельманівська районна ВЦА Донецької області[K 1]
- Ясинуватська районна ВЦА Донецької області
- ВЦА міста Рубіжне Луганської області
- ВЦА міст Лисичанськ, Новодружеськ і Привілля Луганської області

24 грудня 2015 року припинені:
- ВЦА міста Вугледар Донецької області
- ВЦА міста Рубіжне Луганської області
- ВЦА міст Лисичанськ, Новодружеськ і Привілля Луганської області

4 квітня 2016 року припинені:
- Артемівська районна ВЦА Донецької області
- Волноваська районна ВЦА Донецької області
- Володарська районна ВЦА Донецької області
- Костянтинівська районна ВЦА Донецької області
- Мар'їнська районна ВЦА Донецької області
- Першотравнева районна ВЦА Донецької області
- Новоайдарська районна ВЦА Луганської області
- Станично-Луганська районна ВЦА Луганської області

11 серпня 2016 року утворена ВЦА сіл Нижня Вільхова, Верхня Вільхова, Малинове, Плотина та Пшеничне Станично-Луганського району Луганської області
28 вересня 2016 року утворена Мар'їнська районна ВЦА Донецької області
19 листопада 2016 року утворені
- ВЦА селища Зайцеве Бахмутського району Донецької області
- ВЦА міста Золоте та села Катеринівка Попаснянського району Луганської області

12 травня 2017 року утворена ВЦА міста Торецьк Донецької області
3 листопада 2017 року утворена ВЦА сіл Широкине та Бердянське Волноваського району Донецької області
17 січня 2019 року утворена ВЦА міста Волноваха Волноваського району Донецької області
18 січня 2019 року утворена ВЦА міста Щастя Новоайдарського району Луганської області
27 липня 2020 року утворена ВЦА міста Лисичанськ Луганської області
28 липня 2020 року утворена ВЦА міста Сєвєродонецьк Луганської області
19 лютого 2021 року:
- утворені:
  - Світлодарська міська ВЦА Бахмутського району Донецької області
  - Торецька міська ВЦА Бахмутського району Донецької області
  - Волноваська міська ВЦА Волноваського району Донецької області
  - Вугледарська міська ВЦА Волноваського району Донецької області
  - Мирненська селищна ВЦА Волноваського району Донецької області
  - Ольгинська селищна ВЦА Волноваського району Донецької області
  - Сартанська селищна ВЦА Маріупольського району Донецької області
  - Авдіївська міська ВЦА Покровського району Донецької області
  - Мар'їнська міська ВЦА Покровського району Донецької області
  - Очеретинська селищна ВЦА Покровського району Донецької області
  - Гірська міська ВЦА Сєвєродонецького району Луганської області
  - Лисичанська міська ВЦА Сєвєродонецького району Луганської області
  - Попаснянська міська ВЦА Сєвєродонецького району Луганської області
  - Сєвєродонецька міська ВЦА Сєвєродонецького району Луганської області
  - Щастинська міська ВЦА Щастинського району Луганської області
  - Станично-Луганська селищна ВЦА Щастинського району Луганської області
  - Нижньотеплівська сільська ВЦА Щастинського району Луганської області
  - Широківська сільська ВЦА Щастинського району Луганської області
- реорганізовані та ліквідовані:
  - ВЦА селища Зайцеве Бахмутського району Донецької області
  - ВЦА міста Торецьк Донецької області
  - ВЦА міста Волноваха Волноваського району Донецької області
  - ВЦА сіл Комінтернове, Водяне та Заїченко Волноваського району Донецької області
  - ВЦА сіл Широкине та Бердянське Волноваського району Донецької області
  - ВЦА міста Авдіївка Донецької області
  - ВЦА міста Красногорівка Мар'їнського району Донецької області
  - ВЦА міста Мар'їнка та села Побєда Мар'їнського району Донецької області
  - Мар'їнська районна ВЦА Донецької області
  - Ясинуватська районна ВЦА Донецької області
  - ВЦА міста Золоте та села Катеринівка Попаснянського району Луганської області
  - ВЦА селища Новотошківське та села Жолобок Попаснянського району Луганської області
  - ВЦА села Кримське Новоайдарського району Луганської області
  - ВЦА міста Лисичанськ Луганської області
  - ВЦА сіл Троїцьке та Новозванівка Попаснянського району Луганської області
  - ВЦА міста Сєвєродонецьк Луганської області
  - ВЦА сіл Нижня Вільхова, Верхня Вільхова, Малинове, Плотина та Пшеничне Станично-Луганського району Луганської області
  - ВЦА міста Щастя Новоайдарського району Луганської області
  - ВЦА сіл Трьохізбенка, Кряківка, Лобачеве, Лопаскине та Оріхово-Донецьке Новоайдарського району Луганської області
  - Попаснянська районна ВЦА

26 травня 2021 року утворена Слов'янська міська ВЦА Краматорського району Донецької області.

### ВЦА, що залишалися чинними на момент утворення військових адміністрацій (24 лютого 2022)
| ВЦА обласного рівня                       | Район           | ВЦА рівня населених пунктів    |
| ----------------------------------------- | --------------- | ------------------------------ |
| Донецька область — Донецька обласна ВЦА   | Бахмутський     | Світлодарська міська ВЦА       |
| Донецька область — Донецька обласна ВЦА   | Бахмутський     | Торецька міська ВЦА            |
| Донецька область — Донецька обласна ВЦА   | Волноваський    | Волноваська міська ВЦА         |
| Донецька область — Донецька обласна ВЦА   | Волноваський    | Вугледарська міська ВЦА        |
| Донецька область — Донецька обласна ВЦА   | Волноваський    | Мирненська селищна ВЦА         |
| Донецька область — Донецька обласна ВЦА   | Волноваський    | Ольгинська селищна ВЦА         |
| Донецька область — Донецька обласна ВЦА   | Маріупольський  | Сартанська селищна ВЦА         |
| Донецька область — Донецька обласна ВЦА   | Покровський     | Авдіївська міська ВЦА          |
| Донецька область — Донецька обласна ВЦА   | Покровський     | Мар'їнська міська ВЦА          |
| Донецька область — Донецька обласна ВЦА   | Покровський     | Очеретинська селищна ВЦА       |
| Донецька область — Донецька обласна ВЦА   | Краматорський   | Слов'янська міська ВЦА         |
| Луганська область — Луганська обласна ВЦА | Сєвєродонецький | Гірська міська ВЦА             |
| Луганська область — Луганська обласна ВЦА | Сєвєродонецький | Лисичанська міська ВЦА         |
| Луганська область — Луганська обласна ВЦА | Сєвєродонецький | Попаснянська міська ВЦА        |
| Луганська область — Луганська обласна ВЦА | Сєвєродонецький | Сєвєродонецька міська ВЦА      |
| Луганська область — Луганська обласна ВЦА | Щастинський     | Щастинська міська ВЦА          |
| Луганська область — Луганська обласна ВЦА | Щастинський     | Станично-Луганська селищна ВЦА |
| Луганська область — Луганська обласна ВЦА | Щастинський     | Нижньотеплівська сільська ВЦА  |
| Луганська область — Луганська обласна ВЦА | Щастинський     | Широківська сільська ВЦА       |